# Eustala devia
Eustala devia är en spindelart som först beskrevs av Willis J. Gertsch och Stanley B. Mulaik 1936.  Eustala devia ingår i släktet Eustala och familjen hjulspindlar. Inga underarter finns listade i Catalogue of Life.